# Bangui
Bangui este capitala și cel mai mare oraș din Republica Centrafricană. Orașul a fost fondat în anul 1889 în ceea ce era atunci colonia franceză, Haut-Oubangui.